# Perestrelo (famiglia)

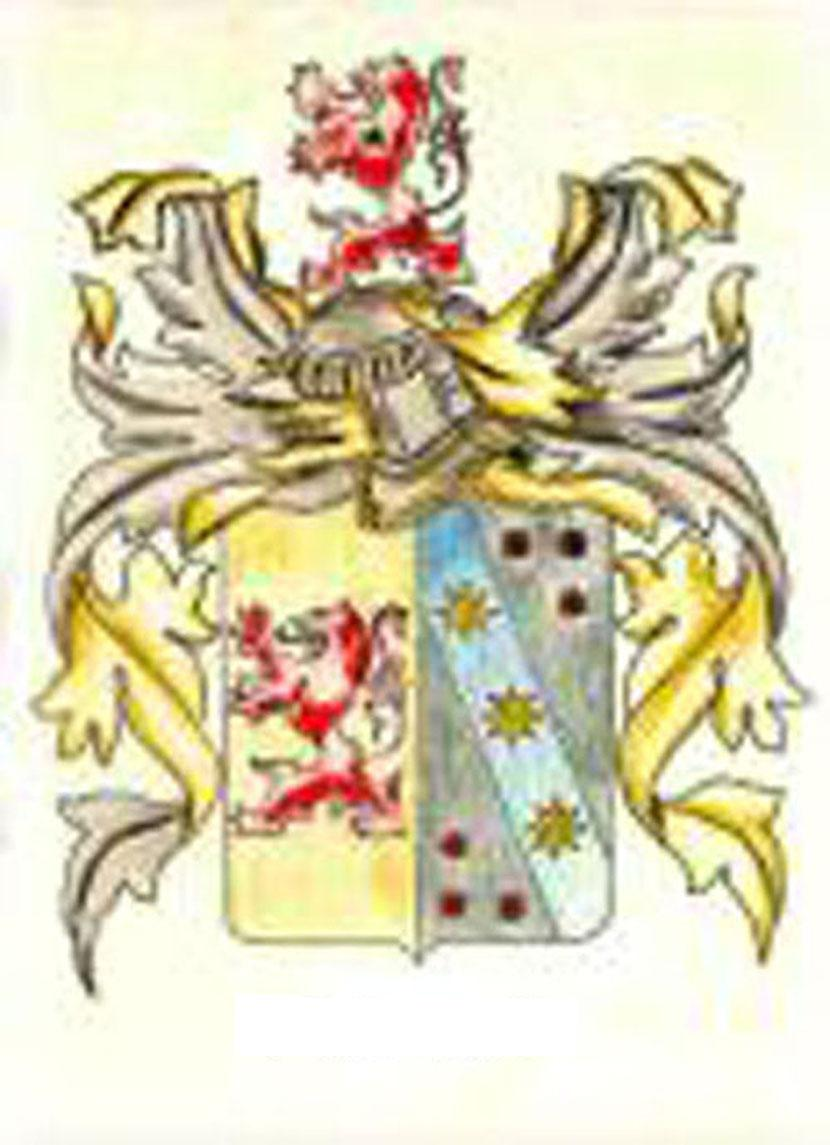
Stemma Perestrelo

I Perestrelo (o Perestrello, secondo l’ortografia arcaica portoghese) sono una famiglia portoghese di origine italiana, che in passato ebbe un ruolo importante nell’amministrazione della capitania di Porto Santo, un’isola dell’arcipelago di Madera.

## Storia
Il nome Perestrelo deriva da una deformazione del cognome italiano Pallastrelli. Secondo le informazioni contenute in un libro scritto dal conte Bernardo Pallastrelli, basato su documenti d’archivio, i membri della famiglia con il nome originario furono i seguenti:
La numerazione indica la successione genealogica da padre a figlio.
1. Guidone Pallastrelli (vissuto intorno al XIII secolo, il capostipite)
2. Petraccio Pallastrelli (nato nel 1245, Console di Giustizia)
3. Gherardo Pallastrelli
4. Matteo Pallastrelli
5. Gherardo Pallastrelli

Gabriele Pallastrelli, che ebbe un figlio di nome Filippo Pallastrelli, nato nel 1350 nella regione di Piacenza. Filippo si trasferì a Lisbona, in Portogallo, alla fine del XIV secolo, intorno al 1383. Era un mercante italiano e fu il padre di Bartolomeo Perestrello. Quest’ultimo fu nominato cavaliere al servizio dell’Infante D. João e, in seguito, dell’Infante D. Henrique, ricevendo la capitaneria dell’isola di Porto Santo e il titolo di primo Signore dell’isola stessa.
Il cambio del nome da Pallastrelli a Perestrelo avvenne con Bartolomeu Perestrelo, figlio di Filippo Pallastrelli e nato in Portogallo.

## Perestrello e Palastrelli famosi
- Bartolomeo Perestrello (1400-1458), primo signore dell'isola di Porto Santo .
- Filipa Moniz Perestrello (1455-1485). Sposata con Cristoforo Colombo.
- Rafael Perestrelo, navigatore portoghese, primo ad arrivare sulla costa meridionale della Cina.
- Luís Augusto Perestrelo de Vasconcelos, primo visconte di São Torquato.
- Diogo de Bettencourt Perestrelo (1618-1680), capitano governatore di Porto Santo.
- Bernardo Pallastrelli (1807-1877), storico, archeologo e numismatico italiano.
- Giovanni Pallastrelli, Conte di Celleri (1881-1959), è stato un politico e agronomo italiano.
- Uberto Pallastrelli (1904-1991), pittore italiano famoso per i suoi ritratti.
- Marcos Perestrello de Vasconcellos (1971-), politico portoghese